# ペリッツァーリ反応
ペリッツァーリ反応（Pellizzari reaction）は、アミドとヒドラジドから1,2,4-トリアゾールを形成する化学反応。